# Escuela Waterpolo Zaragoza
Escuela Waterpolo Zaragoza ou EWZ é um clube de polo aquático espanhol da cidade de Zaragoza. atualmente na Divisão de Honra feminina '

## História
O clube foi fundado em 1984.